# Iljinka (Tuwa)
Iljinka (ros. Ильинка) – wieś w Rosji, w Tuwie, w kożuunie kaa-chiemskim. W 2010 liczyła 836 mieszkańców.